# Jean-Baptiste Santerre
Jean-Baptiste Santerre (Magny-en-Vexin, 23 mei 1651 - Parijs, 21 november 1717) was een Frans kunstschilder.

## Biografie
Jean Baptiste Santerre werd geboren in Magny-en-Vexin en ging al op jonge leeftijd naar Parijs. Aldaar ging hij in de leer bij de schilder Bon Boullogne. In 1704 werd hij vanwege zijn connectie met Boullogne toegelaten tot de Académie royale de peinture et de sculpture. Hij overleed in Parijs.

## Galerij

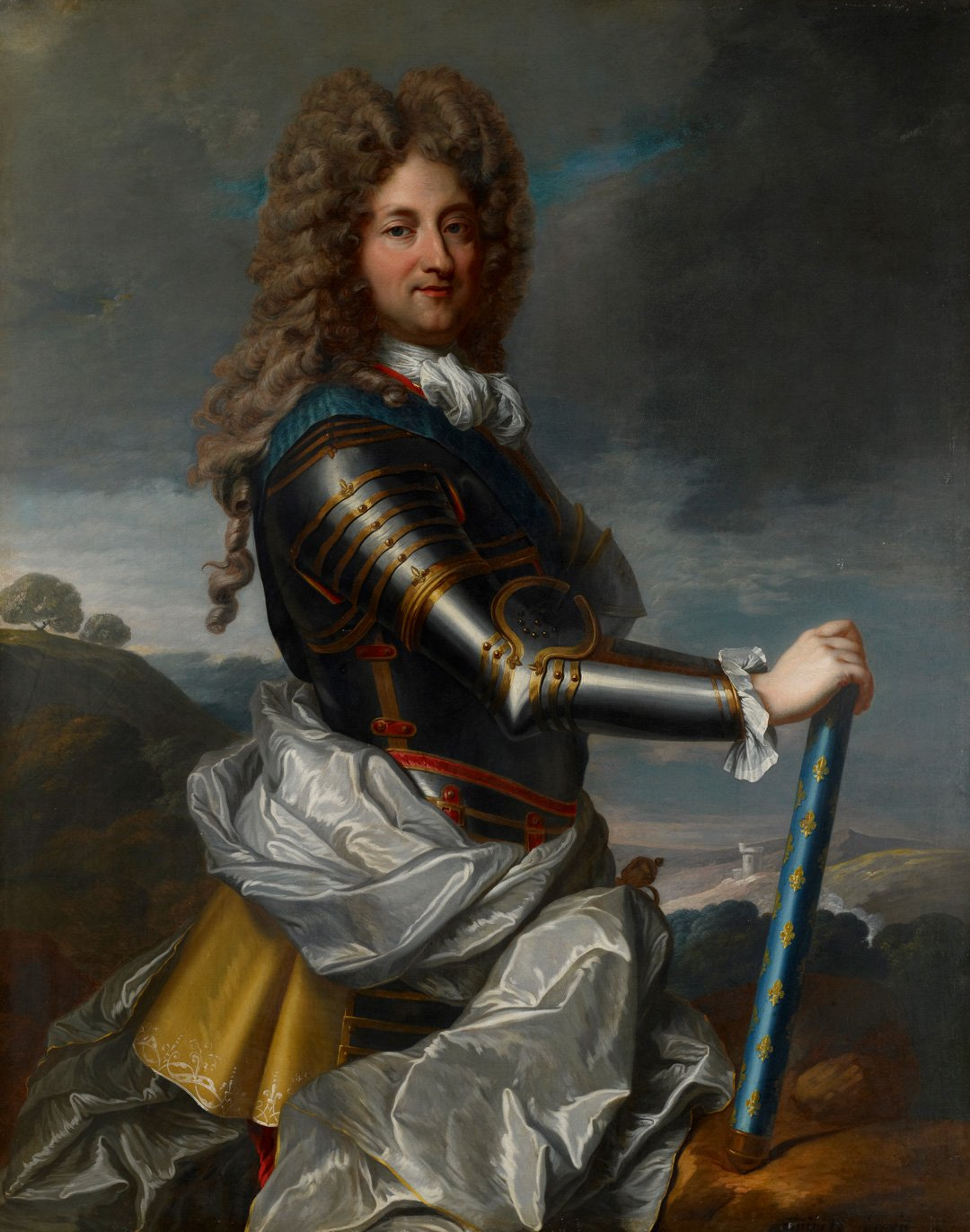
Portret van Filips van Orléans (1674-1723)
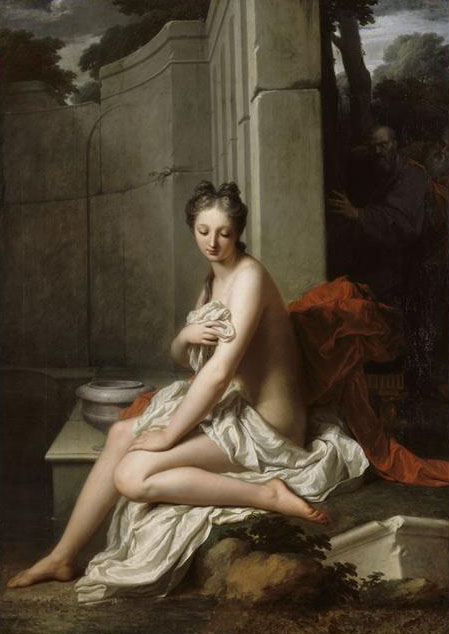
De badende Suzanne
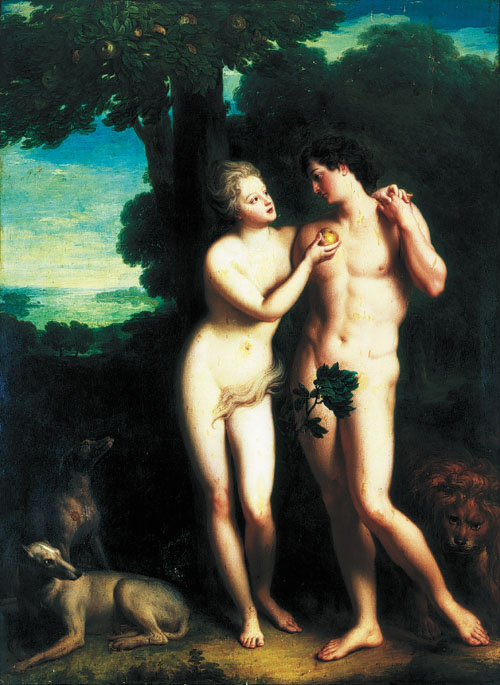
Filips van Orléans met zijn minnares Marie-Madeleine de Parabère
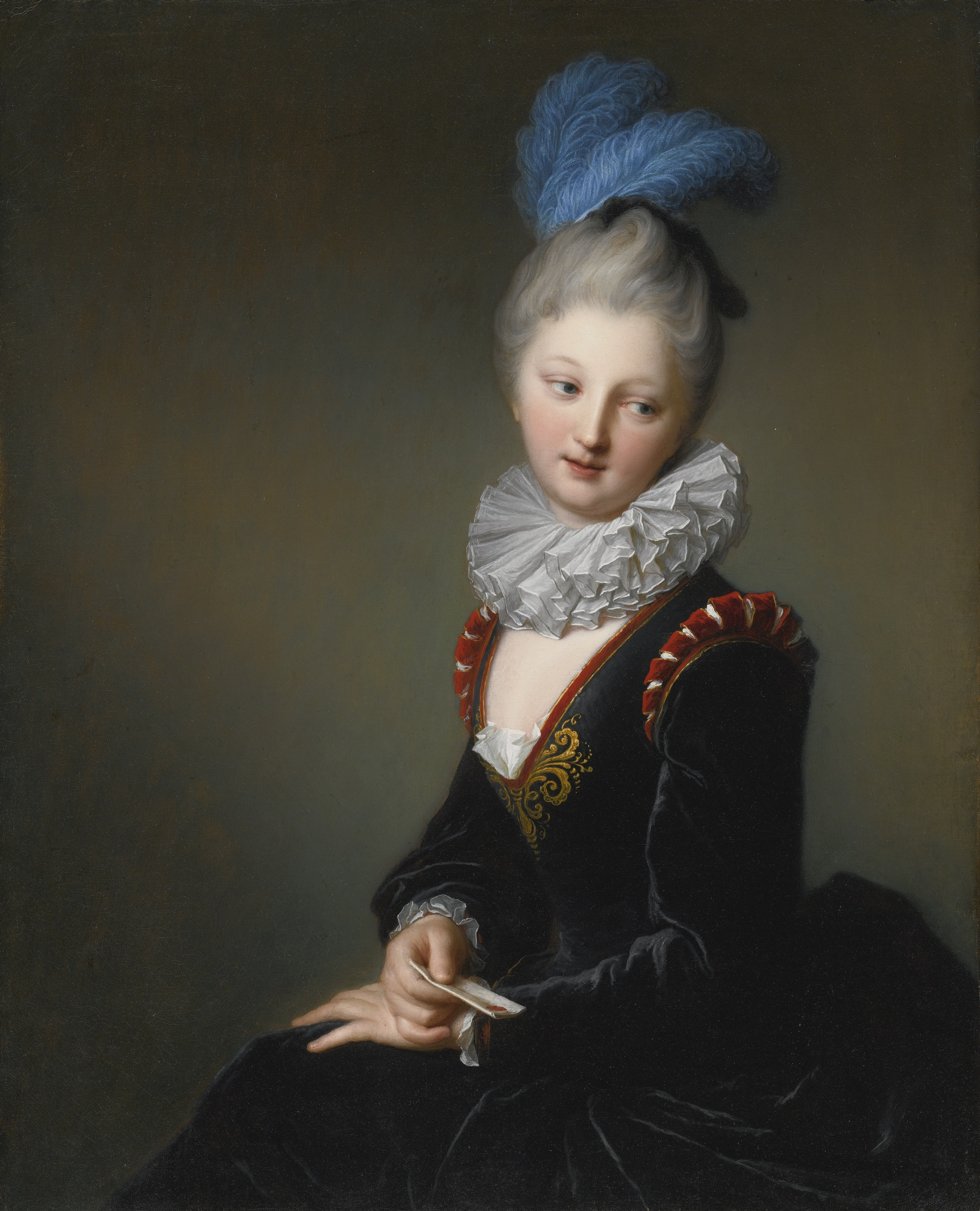
Portret van een jonge vrouw met een brief